# Катастрофа MD-11 в Гонконзі
Катастрофа MD-11 в Гонконзі — авіаційна катастрофа, яка сталася ввечері в неділю 22 серпня 1999 року. Пасажирський авіалайнер McDonnell Douglas MD-11 тайванської авіакомпанії Mandarin Airlines виконував плановий рейс MDA642 для материнської авіакомпанії China Airlines (національний авіаперевізник Тайваню). Рейс був за маршрутом Бангкок — Гонконг — Тайбей, але під час посадки в гонконзькому міжнародному аеропорті Чхеклапкок під час тайфуну жорстко сів на ЗПС, перекинувся і частково зруйнувався. З 315 людей, що знаходилися на його борту (300 пасажирів і 15 членів екіпажу), загинули 3, ще 208 отримали поранення.

## Літак
McDonnell Douglas MD-11 (реєстраційний номер B-150, заводський 48468, серійний 518) було випущено 30 жовтня 1992 року. 7 листопада того ж року повітряне судно було передано авіакомпанії China Airlines. 17 липня 1993 року літак був взятий в лізинг авіакомпанією Mandarin Airlines (дочірня авіакомпанія China Airlines). 3 березня 1999 року був повернений з лізингу до China Airlines, але при цьому належав Mandarin Airlines і був пофарбований у її ліврею. Оснащений трьома турбовентиляторними двигунами Pratt & Whitney PW4460. На день катастрофи здійснив 5824 цикли «зліт — посадка» і налітав 30 721 год.

## Екіпаж
Літаком керував досвідчений екіпаж, його склад був таким:
- Командир повітряного судна (КПС) — 57-річний Жерардо Леттич (італ. Gerardo Lettich), італієць. Дуже досвідчений пілот, налітав понад 17 900 годин, понад 3260 з них McDonnell Douglas MD-11.
- Другий пілот — 36-річний Лю Ченсі (англ. Liu Cheng-hsi, кит.: 刘成熙), тайванець. Досвідчений пілот, налітав понад 4630 годин, понад 2780 їх на McDonnell Douglas MD-11.

У салоні літака працювали 13 бортпровідників.

## Розслідування
Розслідування причин катастрофи рейсу MDA642 проводило Управління цивільної авіації Гонконгу (CAD).
Остаточний звіт розслідування був опублікований у листопаді 2004 року.

## Наслідки катастрофи
Усупереч традиції після катастрофи відмовлятися від номера рейсу на знак поваги до загиблих на ньому, рейс MDA642 в авіакомпанії China Airlines був залишений, але при цьому змінився його маршрут (Гонконг — Тайбей) і по ньому літали Boeing 747-400 і Airbus A330-300.
31 жовтня 2010 року маршрут було скасовано.